# 윌러드 (2003년 영화)
윌러드(Willard)는 미국에서 제작된 글렌 모건 감독의 2003년 드라마, 공포, SF, 스릴러 영화이다. 크리스핀 글로버 등이 주연으로 출연하였고 글렌 모건 등이 제작에 참여하였다. 이 영화는 스티픈 길버트의 소설 래트먼스 노트북스에 기반을 둔다. 또, 이 소설의 첫 영화 각색판 윌러드(1971년)와 벤(1972년)에도 기반을 둔다.

## 출연

### 주연
- 크리스핀 글로버
- 데이빗 파커

### 조연
- 재키 버로우즈
- 크리스틴 크록
- R. 리 이메이
- 로라 해링
- 킴 맥케미

## 제작진
- 원작자: 길버트 랄스톤
- 미술: 마크 S. 프리본
- 의상: 그레고리 마
- 배역: 하이크 브랜드스타터
- 배역: 코린 메이어스
- 배역: 존 팝시데라